# Sociedad Cosmopolita de Resistencia y Colocación de Obreros Panaderos
La Sociedad Cosmopolita de Resistencia y Colocación de Obreros Panaderos fue un sindicato de panaderos en Argentina. Fue fundado en 1887 por el sindicalista anarquista italiano Ettore Mattei.

## Establecimiento
La Sociedad Cosmopolita de Resistencia y Colocación de Obreros Panaderos fue fundada en Buenos Aires el 4 de agosto de 1887 por el sindicalista anarquista italiano Ettore Mattei. Los estatutos del sindicato fueron redactados por Errico Malatesta, otro anarquista italiano.
Según el historiador Iaacov Oved, 

En esos reglamentos, que redactó Malatesta, destaca la visión del sindicato como órgano de resistencia y solidaridad de clase. Resalta la convicción de la importancia que tiene la organización federal (lugareña, regional o territorial) y se señala la tendencia a llegar a una Federación Regional Argentina de Trabajadores, así como a la solidaridad internacional. Se puede señalar que el único elemento con tonalidad anarquista aparece en el artículo 7: Esta sociedad no debe inmiscuirse en cuestiones políticas. Esos estatutos sirvieron de modelo a muchos otros creados en esa década por militantes anarquistas. Sabemos de esa orientación entre zapateros, zingueros, obreros mecánicos.

Fue el primer sindicato de panaderos de Argentina, y la primera sociedad del país basada en los principios de solidaridad y resistencia; los miembros utilizaron la acción directa y la huelga laboral. El 4 de agosto, fecha de constitución del sindicato, fue declarado Día Nacional del Panadero por el Congreso de la Nación Argentina en 1957.

## Actividad

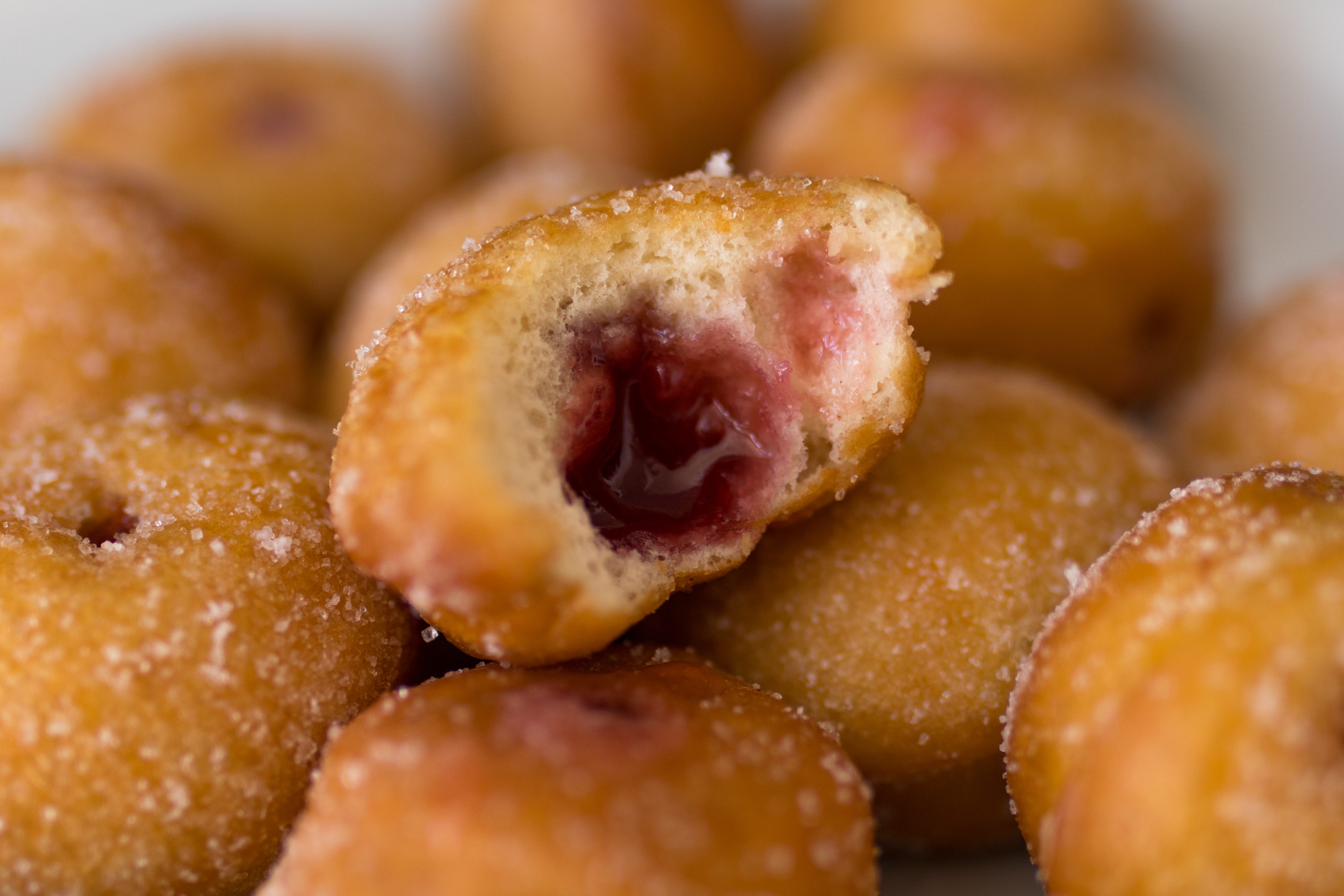
Bolas de fraile, preparación renombrada por el sindicato.

En enero de 1888, menos de seis meses después de la constitución de la Sociedad Cosmopolita de Resistencia y Colocación de Obreros Panaderos, los miembros del sindicato tomaron la decisión de organizar una huelga. Sus objetivos eran mejorar las condiciones de trabajo; las demandas específicas incluían cheques de pago semanales, un aumento del 30% en el salario, la eliminación del trabajo nocturno y la provisión de 1 kilogramo de pan por día. La huelga duró 10 días antes de triunfar, e inspiró la creación de otros sindicatos anarquistas. Durante la huelga, los anarquistas del sindicato cambiaron el nombre de muchos productos horneados con nombres que todavía se usan en la actualidad, aludiendo a menudo a acciones contra el estado o satirizando la religión y el gobierno. Los ejemplos incluyen las bolas de fraile y la bomba. Los pasteles en general se denominaron facturas.
En 1901, los panaderos realizaron otra huelga, esta vez exigiendo el pago diario en lugar de comidas gratis dentro de la panadería, así como la incorporación de un trabajador a cada cuadrilla de panaderos. La huelga, durante la cual los trabajadores utilizaron el sabotaje, fue completamente exitosa.

### El obrero panadero

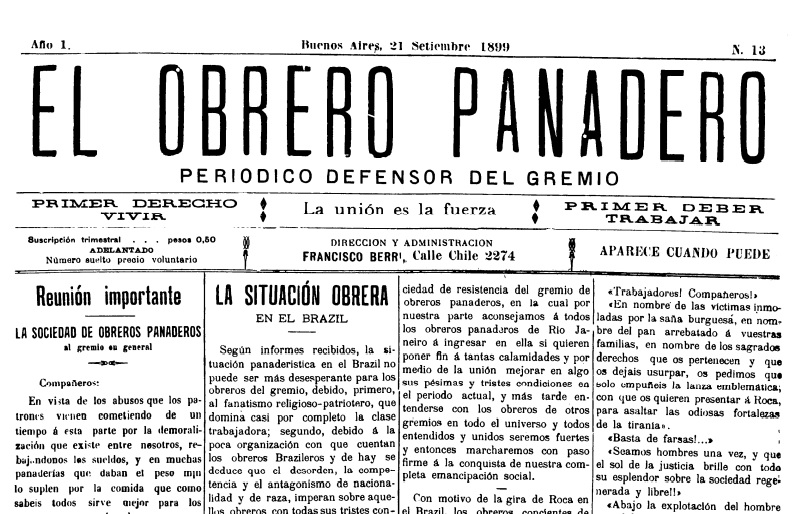
Edición del 21 de septiembre de 1899 de El obrero panadero.

De 1894 a 1930, el sindicato difundió su propia publicación, titulada El obrero panadero. El editor en jefe del periódico era el fundador del sindicato, Ettore Mattei.